# Hendrik Jan Wolter
Pour les articles homonymes, voir Wolter.
Hendrik Jan Wolter, né le 15 juillet 1873 à Amsterdam, et mort le 29 octobre 1952 à Amersfoort, est un peintre et graveur néerlandais.

## Biographie
Hendrik Jan Wolter est né le 15 juillet 1873 à Amsterdam. Son père, Hendrik Jan, est ingénieur civil et sa mère, Johanna Louiza Lorié, est issue d'une famille française normande. 
En 1885, sa famille déménage à Amersfoort. Le jeune Hendrik Jan de Hoogere Burgerschool débute ensuite une carrière d'officier à l'école militaire à Haarlem. Sa mère musicienne et artiste, cependant, n'est pas si enthousiaste à ce sujet. Avec son aide, il peut abandonner l'entraînement de l'infanterie et, avec enthousiasme, se lance dans l'art du dessin.
En 1895[réf. souhaitée], il est admis à l'Académie royale des beaux-arts d'Anvers. Un an plus tard, il se rend à l'Institut Supérieur. Là, il  continue à travailler pendant trois ans et est récompensé par le Willink van Collenprijs (en).
Pendant son séjour à Anvers, il fait connaissance avec l'œuvre pointilliste de Georges Seurat, Paul Signac et Théo van Rysselberghe et créé ses toiles lumineuses inégalées.
En 1904, il épouse Popkolina Van Hoorn et ils s'installent dans le Gooise Laren. Bien que quelques autres pointillistes, Ferdinand Hart Nibbrig (en) et Co Breman (en) y séjournent également, Wolter ne fait jamais partie de Larense School (nl). La vie du village de Gooi n'est jamais sa source d'inspiration. Il se sent plus attiré par l'eau, la mer et les voyages. Il visite également de nombreux ports jusqu'aux eaux de la Zélande. Il se révèle être un peintre en plein air passionné.
Vers 1910, il se rend sur les côtes anglaises de Cornouailles et du Devon pour créer des images d'ambiance inoubliables, dans les ports de Polperro, Lynmouth et St Ives.
Peu avant la guerre, en 1914-1918, il s'installe dans un atelier sur l'Amstel, sur l'Amsteldijk 14, avec vue sur le pont Hoge Sluis. C'est là qu'il s'éloigne peu à peu de son style divisionniste. Bien que les touches de couleurs chatouilleuses et ludiques continuent de peupler sa palette luministique, sa peinture devient plus pâteuse, voire tachée d'un couteau plat.
En 1920, il tombe gravement malade. Cela a pour effet et affablissement frappant sur son exubérance colorée.
En 1924, il devient professeur à l'Académie royale des beaux-arts d'Amsterdam. Il succède au professeur Nicolaas van der Waay.
En 1930, une série de voyages d'études a été discutée. Il visite Mutriku en Espagne, Albi, Cannes et Douarnenez en France, et Rome, Venise et Camogli en Italie. Il est si enthousiaste que, en 1939, après la carrière de son professeur, il va même aller vivre à Rome.
Wolter n'est pas seulement un peintre de paysage virtuose. Il est également un peintre de figurines séduisantes, travaillant sur le symbolisme du vieillissement et mettant en lumière les trois phases de la vie de l'homme, l'âge de la jeunesse et de l'adulte. Dans ses dessins à la craie et au pastel captivants, il crée l'atmosphère animée d'innombrables ateliers de prêt-à-porter et d'usines de polissage de diamants.
Le début de la Seconde Guerre mondiale le contraint à revenir d'Italie, en 1940. Il s'installe de nouveau à Laren. Une maladie le contraint prématurément de poursuivre ses activités.
Il meurt en 1952 à Amersfoort.
En 1959, des années après sa mort, Wolter est exposé pour la première fois à l'étranger. Cela devient un hommage frappant à Bernheim-Jeune-Dauberville à Paris.